# Княжеский дворец меликства Дизака
Дворец мелика Егана (азерб. Dizaq məliklərinin sarayı; арм. Մելիք եգանի ապարանք) — дворец XVIII века в селе Туг Ходжавендского района Азербайджана. Здесь жили армянские мелики Дизакского княжества Еганы. В этом дворце жил мелик Александр Еганян, потомок меликского рода Еганов. Основоположником рода является мелик Еган, сын вардапета Гукаса, получивший титул мелика в конце 1737 года.

## История строительства
Дворец меликов Дизака представляет собой интересный архитектурный ансамбль. Он находится в центре села Туг и имеет прямоугольную форму (в ширину 38 метров, в длину 13,24 м).

Архитектор Манвел Саркисян заявлял:
«Уникальность этой территории в том, что мы уже имеем в наличии этапы развития строительной техники почти трехсотлетнего периода, и изучение развития архитектурных форм»
В северной и юго-восточной частях дворца видны останки стен построек, выходящих за периметр стен крепости. Данные изучения местности вокруг дворца и самого дворца позволяют сделать вывод о том, что на месте этого комплекса существовали более ранние постройки. Судя по его форме он складывался постепенно, об этом свидетельствуют также эпиграфические надписи.
Несмотря на некоторые изменения, меликская часть дворца практически не изменилась. Гостиные и жилые помещения построены в трех местах, лицевой стороной они обращены к двору и связываются друг с другом крепостными стенами. В северо-восточной части комплекса находится двухэтажное строение. На первом этаже два зала, на втором комната с балконом. Нижние комнаты представляют собой сводчатые каменные залы, они имеют по окну, каменные дверные наличники, а также другие ниши. Это самые ранние постройки.
В западной части дворцового комплекса находится здание с фасадом из аккуратно отёсанного белого камня с балконом и колоннами. Стены нижнего этажа здания, за исключением восточной, представляют собой продолжение крепостных стен. Балкон являлся по совместительству сценой двора комплекса. На нижнем этаже находятся камины и глубокие ниши. Основной вход в здание находится на западной стороне, также имеются ещё два входа с востока.
Гостиная дворца расположена над парадным входом и стоит выше других строений. С её балкона открывается вид на ущелье Туга.
Дворцовый комплекс мелика Егана представляет собой качественный образец гражданского строительства  XVIII века.

## Фотогалерея

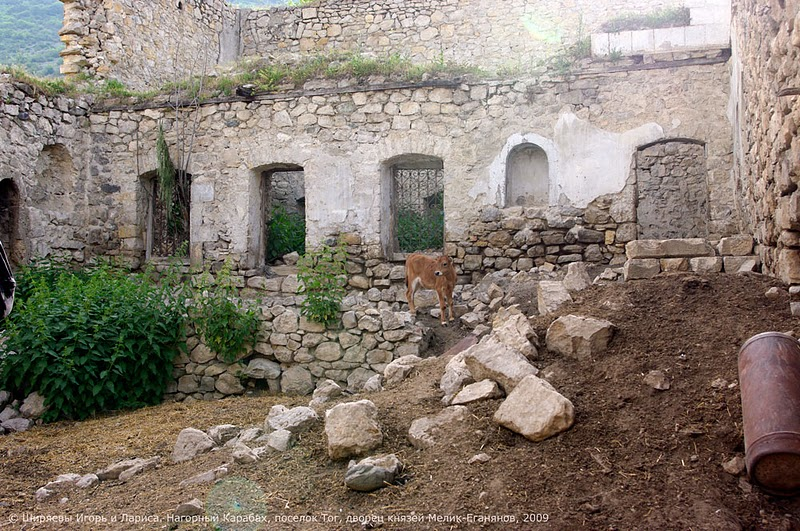
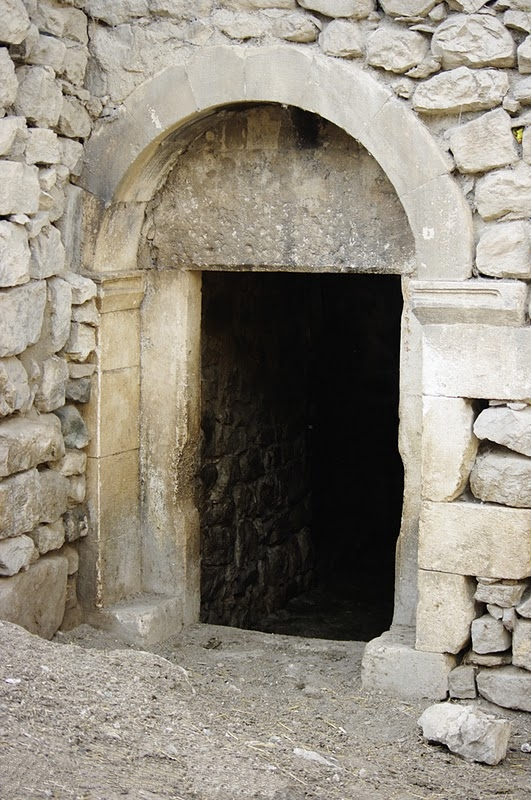
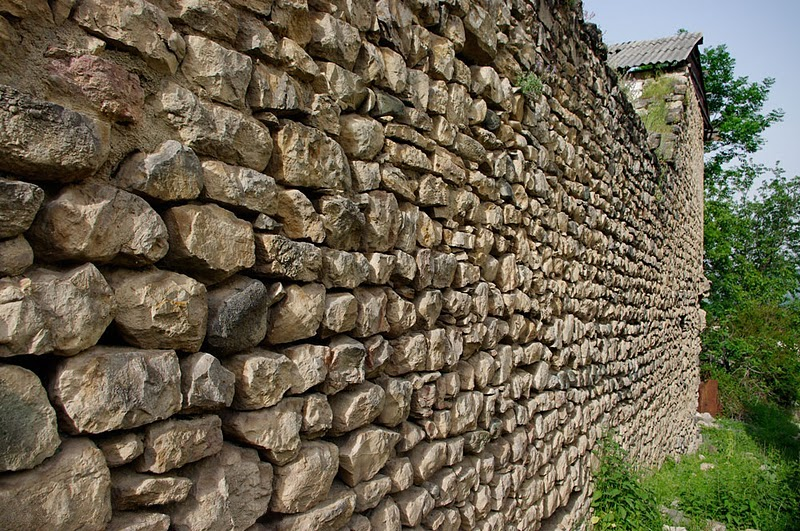
Наружные крепостные стены
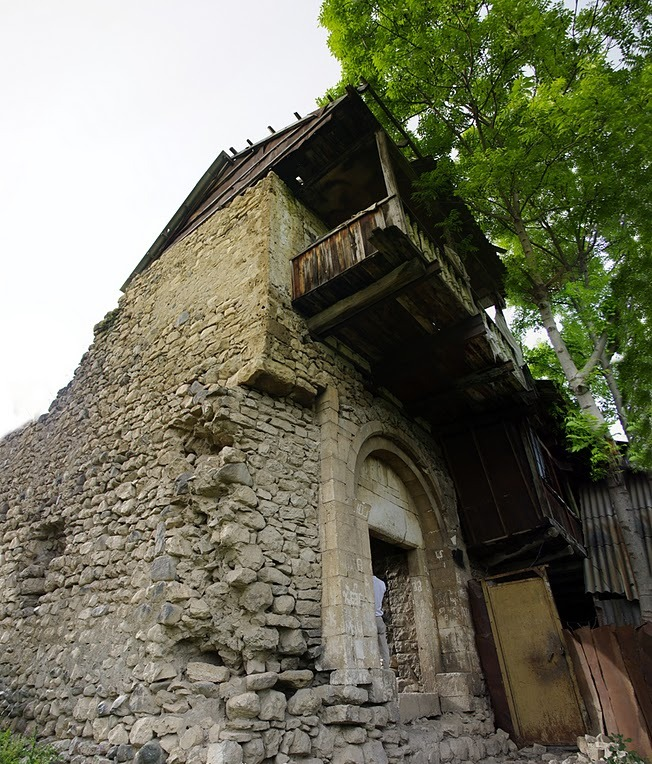
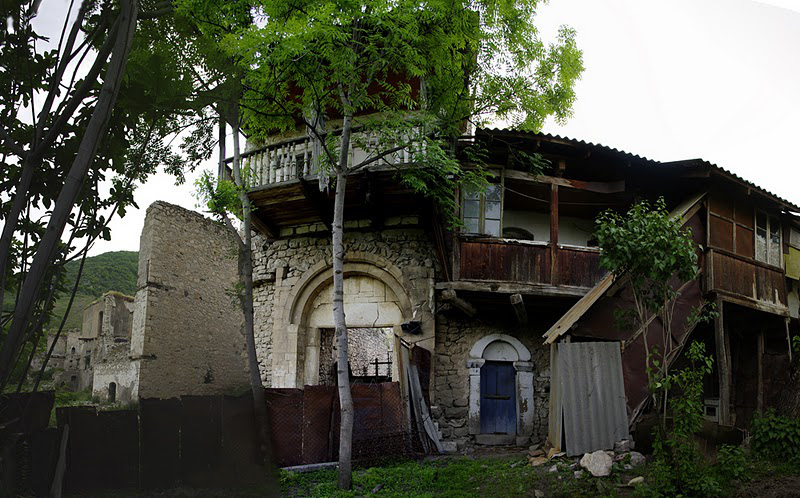
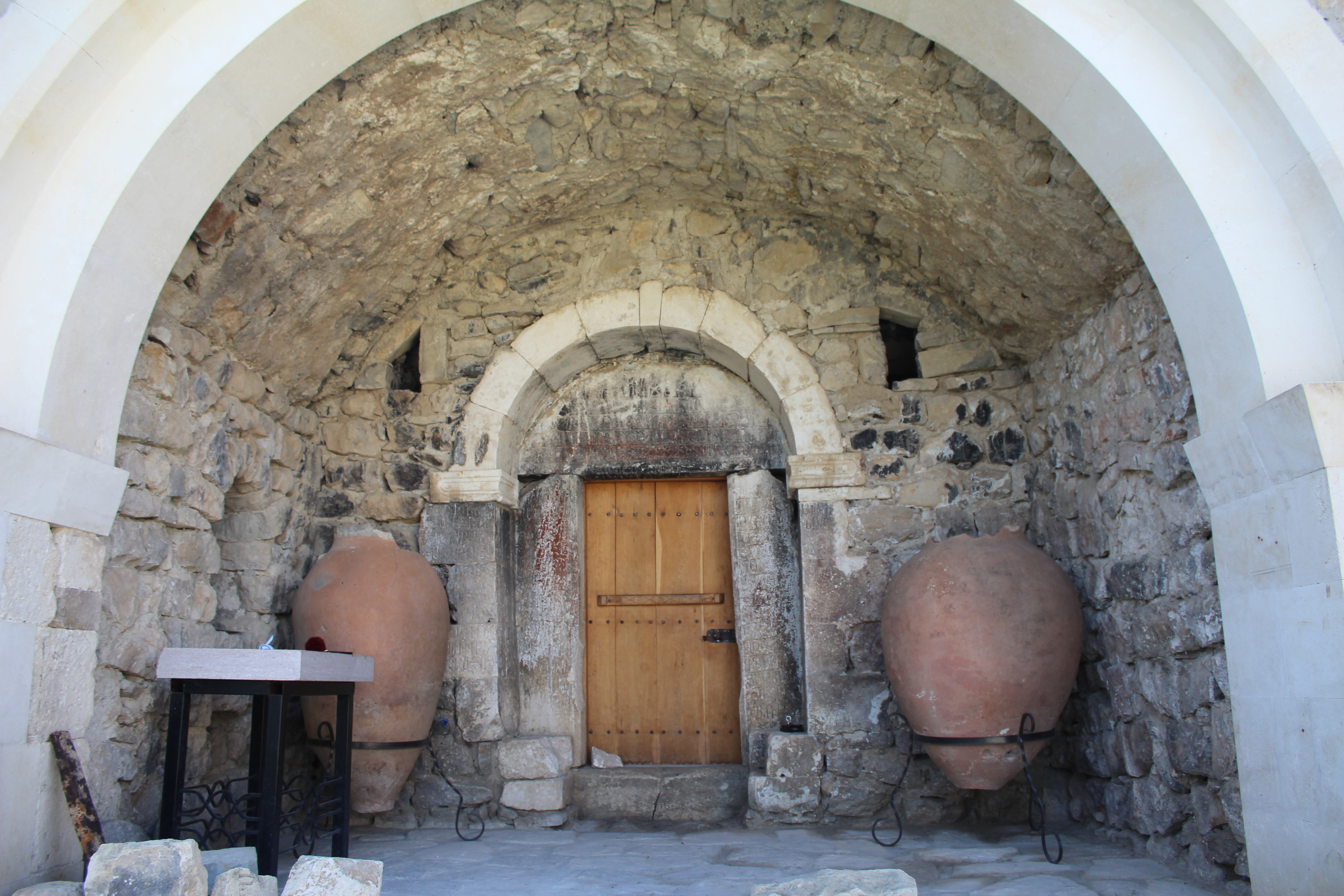
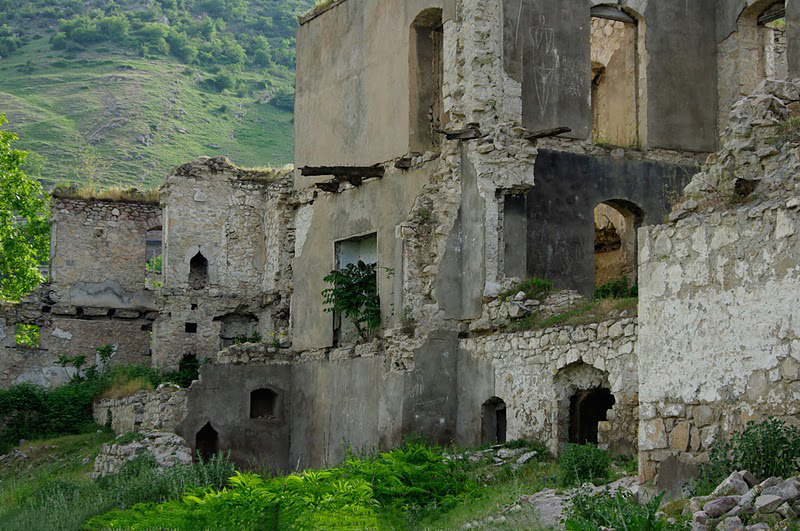
Разрушенная часть дворца